# West Cork
Il West Cork ("Cork Occidentale") è una regione rurale e suggestiva, in alcuni tratti anche selvaggia, della parte occidentale della Contea di Cork, in Irlanda. Turisticamente è una delle mete più apprezzate.